# توفيق بودربالة
توفيق بودربالة ولد في 1943، هو محامي وحقوقي تونسي، ترأس العديد من الهيئات الحقوقية في بلاده.

## السيرة الذاتية
يعمل توفيق بودربالة محاميا منذ 8 مايو 1970، تاريخ أدائه اليمين. درّس القانون في جامعة تونس، وكان نائب رئيس جمعية المتبرعين بالدم لمدة 4 سنوات. 

تولى بين 1994 و2000 رئاسة الرابطة التونسية للدفاع عن حقوق الإنسان، وأصبح رئيسها الشرفي بعد ذلك. 

بعد الثورة التونسية، عين في فبراير 2011 رئيسا في اللجنة الوطنية لاستقصاء الحقائق حول التجاوزات والانتهاكات التي تسمى اختصارا «لجنة بودربالة»، وذلك حتى أبريل 2012، تاريخ تقديم تقريرها النهائي وانتهاء مهامها. 

في 30 يونيو 2015، عين من قبل رئيس الجمهورية التونسية الباجي قائد السبسي رئيسا للهيئة العليا لحقوق الإنسان والحريات الأساسية.

## مقالات ذات صلة
- الرابطة التونسية للدفاع عن حقوق الإنسان.